# Castiarina mimesis
Castiarina mimesis es una especie de escarabajo del género Castiarina, familia Buprestidae. Fue descrita científicamente por Barker en 1993.